# Edgar Johnson Allen
Edgar Johnson Allen (* 6. April 1866 in Preston (Lancashire); † 7. Dezember 1942 in Plymouth) war ein britischer Meeresbiologe und Zoologe. Von 1894 bis 1936 war er Direktor des Labors der Marine Biological Association of the United Kingdom (MBA) in Plymouth. Er heiratete nie und blieb auch nach seiner Pensionierung in Plymouth.

## Leben
Allen ging in Bath zur Schule und studierte Chemie und Physik am Yorkshire College in Leeds mit dem Bachelor-Abschluss 1885 (als Externer an der Universität London). Danach war er Lehrer am Coke College in Antigua. 1890 kehrte er zurück und studierte Zoologie in Berlin bei F. E. Schultze und am University College London bei Walter Frank Raphael Weldon. 1892 und 1893 besuchte er das MBA-Labor in Plymouth, wo er über das Nervensystem von Krebstieren forschte. 1894 wurde er dessen Direktor, als fünfter Direktor in dessen achtjähriger Geschichte, was auf Spannungen innerhalb der MBA zurückzuführen war. Allen brachte Stabilität hinein als er 1895 auch noch Sekretär der MBA wurde und 1902 Sekretär des Leitungsrats. Ein weniger leicht zu beseitigendes Problem war die Unterfinanzierung des Labors. Allen baute es bis zu seiner Pensionierung 1936 zu einem führenden Marineforschungszentrum aus. Unter anderem konnte er mit Unterstützung von Mitgliedern wie G. P. Bidder schon ab 1899/1900 Forschungsschiffe mieten, mit denen im Westteil des Kanals auf See Forschung in mariner Physik, Chemie und Biologie betrieben wurde. Bald hatte die MBA ihre eigene Yacht Oithona. Teilweise erhielten sie staatliche Gelder für die Forschung auf dem Gebiet der Fischerei, was aber 1910 endete, als die Regierung selbst die Forschung auf diesem Gebiet übernahm. Im Ersten Weltkrieg wurde die Arbeit unterbrochen und Allen befasste sich mit militärischer Forschung (wie der Frage, ob das Hörvermögen von Seelöwen im Meer zur U-Boot-Ortung genutzt werden konnte). Erst ab 1919 konnte das Labor durch erneute staatliche Zuwendungen expandieren.
Allen war überzeugt das die Fischereiforschung (ein Hauptmotiv für die damalige Meeresforschung) nur durch Anwendung von Physik und Chemie gedeihen konnte. Schon 1905 zeigte er, dass Nitrate das Wachstum von Phytoplankton im Meer anregten und Phosphate ebenfalls notwendig waren und er zeigte, dass Fischpopulationen (mit Makrelen als Beispiel) unmittelbar vom Phytoplankton abhingen, das wiederum Basis der Ernährung von Zooplankton war, das als Fischfutter diente. Von Einfluss auf die Forschung war auch die Arbeit deutscher Fischereiwissenschaftler in Kiel vor dem Ersten Weltkrieg. Allen selbst wurde mehr und mehr zum Wissenschaftsorganisator im MBA-Labor. Er forschte zu Vielborstern (Polychaeta), publizierte das aber nicht selbst, sondern stellte seine Untersuchungen William Carmichael McIntosh zur Verfügung, der die Monographien in der Ray Society über diese verfasste. Er untersuchte auch Genetik von Flohkrebsen (Augenfarbe) und Biologie von Fischen.
Er war Fellow der Royal Society (1914) und erhielt die, Hansen Memorial Medal (1923), die Darwin-Medaille (1936), die Linné-Medaille (1926) und die Agassiz-Medaille für Ozeanographie (1938). Er war CBE (1935) und wurde 1938 Fellow des University College London. Er war auswärtiges Mitglied der Dänischen Akademie der Wissenschaften und Ehrendoktor der Universität London (D.Sc.) und der Universität Edinburgh (LLD). 1922 stand er dem Treffen der British Association for the Advancement of Science in Plymouth vor und war Präsident der Plymouth Institution. Er war Mitglied in mehreren nationalen Komitees, z. B. der Devon und Cornwall Fischereikommission, und war britisches Mitglied in verschiedenen internationalen Komitees zur Meeresforschung.